# Нуэвитас

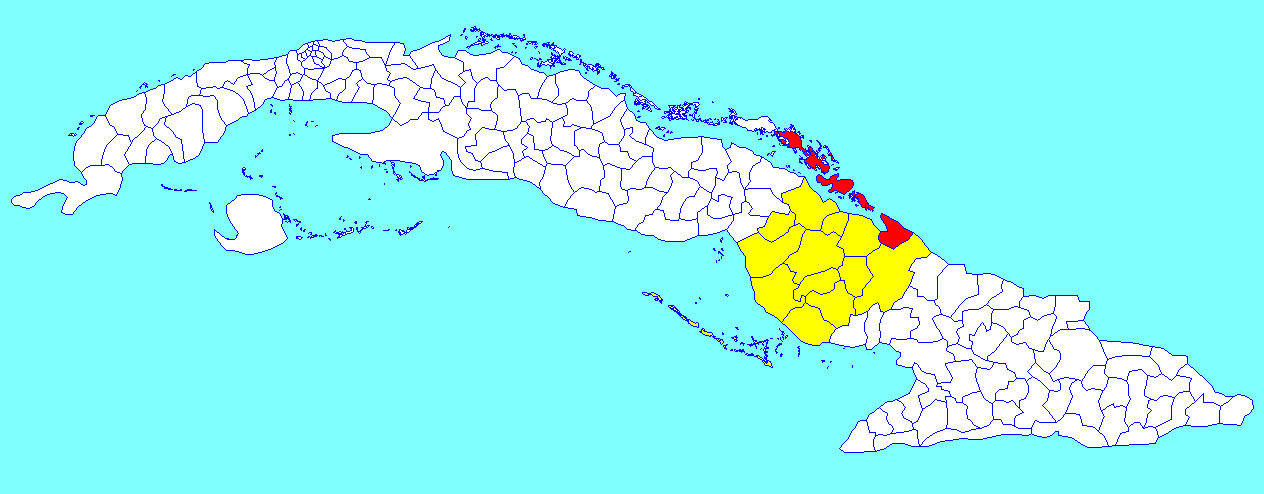
Муниципалитет Нуэвитас (выделен красным) на карте Кубы

Нуэви́тас (исп. Nuevitas) — муниципалитет и портовый город в провинции Камагуэй, Куба.

## Географическое положение
Нуэвитас расположен на берегу залива, соединяющегося с океаном узким, до 400 метров, и длинным, почти 10 километров, проливом. В связи с этим местность всегда представляла интерес для моряков, желающих переждать непогоду. Юридически площадь муниципалитета Нуэвитас составляет 1778 км², но фактически подавляющее большинство жителей проживают в «ядре» города площадью менее 4 км², таким образом плотность населения: официальная — 34,7 чел./км², фактическая — более 17 000 чел./км². Нуэвитас разделён на восемь баррио (нейборхудов). Чуть севернее города расположен крупный коралловый остров Сабиналь.

## Климат
Среднегодовая температура воздуха — 25,5°С, засушливый сезон длится с октября по апрель, дождливый — с мая по сентябрь.

## История
Считается, что именно в районе будущего города высадился Христофор Колумб во время своей первой экспедиции в ноябре 1492 года — тогда нога европейца впервые ступила на остров Куба.
Поселение Нуэвитас было основано в 1775 году с появлением здесь плантаций, на которых работали рабы, в 1828 году перенесено на нынешнее место, получило статус «город» в 1886 году.
После Кубинской революции 1959 года здесь началось развитие промышленности. В 1970 году город являлся базой рыболовного флота, центром судоремонта и судостроения, также здесь действовали предприятия пищевой и цементной промышленности и домостроительный комбинат. С помощью СССР был построен завод Fábrica de Fertilizantes "Revolución de Octubre" по производству азотных удобрений.
К началу 1980-х годов город представлял собой административный, образовательный и торгово-промышленный центр с населением 35 тысяч человек. Ведущими предприятиями в это время являлись построенные после революции цементный завод Fábrica de Cemento "26 de Julio" (введён в эксплуатацию в 1967 году), завод по производству электродов Fábrica de Alambre con Púas y Electrodos "Gonzalo Esteban Lugo" (введён в эксплуатацию в 1963 году) и проволочный завод.
В городе находятся два порта, и железнодорожная станция. Значительная часть города имеет квадратную планировку: более десятка улиц идут строго с юго-запада на северо-восток и примерно столько же улиц пересекают их под прямым углом. Западная часть Нуэвитаса застроена 3—5-этажными многоквартирными домами, но в основном в городе преобладают небольшие частные дома на одну-две семьи. Нуэвитас является крупным экономическим центром: здесь производятся пиломатериалы, верёвки, удобрения, кофе, текстиль, мыло, мебель. Из сельскохозяйственной глубинки страны сюда для дальнейшей их отправки по морю доставляются сахарный тростник, сизаль, меласса, кофе, фрукты.

## Транспорт
- морской порт[11][9], станция Кубинской железной дороги[11][9]
- автовокзал

## Демография
- 1907 год — 10 620 человек
- 1919 — 15 690
- 1931 — 23 870
- 1943 — 27 316
- 1953 — 36 309[3]
- 1970 — ок. 20,7 тыс.[1]
- 1982 — ок. 42 тыс.[12]
- 2002 — 38 995
- 2004 — 44 882
- 2010 — 61 625[2]

## Города-побратимы
- Бенальмадена (Испания)
- Милуоки (США) — породнившись с Милуоки, Нуэвитас стал первым городом Кубы, имеющим побратима в США.